# Pascual Canzii
Pascual Canzii fue un seminarista católico italiano. Es reconocido como Venerable por la Iglesia Católica.

## Biografía
Nació en Bisenti en una familia de pequeños agricultores empobrecidos. Su padre emigró a los Estados Unidos en busca de un mejor futuro. En 1926 durante una misión parroquial predicada por los pasionistas, expresó su deseo de ser sacerdote.
Sentía un gran afecto por San Gabriel de la Dolorosa y anhelaba hacerse pasionista. Sin embargo, su delicada salud le impidió ingresar en esta orden religiosa. En octubre de 1926, ingresó en el seminario diocesano de Penne.
Su sueño era ser santo. Se inspira en San Gabriel, San Luis Gonzaga y San Estanislao Kostka. Para lograr su sueño, estudia y reza mucho y se esfuerza por ser obediente a sus superiores.

Quiero ser santo, pronto santo, y un gran santo. Perdóname si he prometido muchas veces serlo y no he cumplido. Señor, Padre mío, olvida mis pecados, recíbeme como tu pequeño hijo.

— Pascual Canzii, Carta a Dios, 19 de enero de 1930.

Debilitado por sus mortificaciones y las flagelaciones que se infligía, murió de neumonía el 24 de enero de 1930 a la edad de solo 15 años en Penne. Fue enterrado inicialmente en el cementerio de la localidad, pero tras el iniciar su causa de beatificación sus restos fueron trasladados bajo el altar de una capilla lateral de la iglesia de Santa María de los Angeles en su natal Bisenti donde descansa desde entonces.

## Causa de beatificación
La causa comenzó en 1999 en la diócesis de Pescara. La investigación, que recogía testimonios sobre su vida y escritos, se clausuró en el 2001 y se envió a Roma para su estudio por la Congregación para las Causas de los Santos.
El 21 de enero del 2021, el Papa Francisco reconoce las virtudes heroicas de Pascual Canzii y lo declara venerable.